# Megachile stolzmanni
Megachile stolzmanni är en biart som beskrevs av Radoszkowski 1893. Megachile stolzmanni ingår i släktet tapetserarbin, och familjen buksamlarbin. Inga underarter finns listade i Catalogue of Life.